# Ходжиматов, Мухтор Убайдуллаевич
Ходжиматов Мухтор Убайдуллаевич (узб. Xojimatov Muxtor Ubaydullaevich; род. 22 марта 1975 года; Наманган, УзССР, СССР) — узбекский политический деятель, специалист по финансам и кредитам, государственному и общественному строительству. Депутат Законодательной палаты Олий Мажлиса Республики Узбекистан. Член Комитета по труду и социальным вопросам. Член Экологической партии Узбекистана. Начальник отдела АО «Алокабанк» Наманганской области.

## Биография
Ходжиматов Мухтор Убайдуллаевич родился 22 марта 1975 года в Намангане. В 1997 году окончил Наманганский инженерно-экономический университет, получив высшее образование, специализируясь на финансах и кредитах, государственном и общественном строительстве. Позже, в 2008 году окончил Академию государственного и общественного строительства при Президенте Республики Узбекистан (АГОС), получив второе высшее образование, специализируясь на экономике текстильной промышленности и ее управлению. В 1997 году начал работать специалистом II категории в Наманганском отделении «Узлегпромбанк». С 1997 по 2005 год работал главным специалистом, затем начальником отдела и заместителем управляющего, позже, в 2008—2011 года был заместителем директора Наманганского филиала САКК. С 2011 по 2016 работал начальником кредитнрого отделения, а позже и заместителем начальника Наманганского филиала АО «Алокабанк».
В 2016 году был поставлен на должность начальника отдела АО «Алокабанк» Наманганской области.